# Jules Marchal
Jules Marchal né le 5 septembre 1924 dans le Limbourg, Belgique, décédé le 21 juin 2003 à Hoepertingen, Belgique, est un historien amateur, fonctionnaire territorial et diplomate belge. Il fut membre du "Vlaamse Vrienden Kring" (le cercle des amis flamands), mouvement flamingant établi au Congo et qui participa aux conflits linguistiques universitaires à Elisabethstad.

## Biographie
Docteurs ès philosophie et lettres (Université catholique de Louvain), fonctionnaire territorial au Congo belge (1948-1960), conseiller technique au Congo-Zaïre (1960-1967) , diplomate (1968-1969), ses travaux sur l'État indépendant du Congo, publiés essentiellement sous le pseudonyme A.-M. Delathuy, avec comme éditrice, son épouse Paula Bellings ont fortement influencé le journaliste américain Adam Hochschild.
Il affirme notamment que « la colonisation belge - dans son premier stade - a été la plus effroyable des colonisations après celle des Espagnols en Amérique indienne au XVIe siècle. »

## Citation
« Lorsque j'ai été ambassadeur au Liberia, j'ai lu dans un journal ce qui est bien connu dans tous les pays de langue anglaise à savoir que la colonisation du Congo par Léopold II y a diminué de moitié la population, entraînant un nombre de morts estimé à 10 millions. J'ai aussitôt cherché à rassembler les preuves que ce n'était qu'un mensonge, et cela pour défendre la réputation de la Belgique dont j'étais responsable en tant qu'ambassadeur. Mais les preuves que c'était un mensonge, évidemment, je ne les ai jamais trouvées. Je me suis mis alors à chercher, chercher et j'ai écrit plusieurs milliers de pages sur le Congo en compulsant à l'infini les archives. Quand Hochschild a eu le projet d'écrire son livre sur le Congo de Léopold II, il a contacté l'un des grands historiens belges spécialistes de la colonisation, Van Sina [sic] qui enseigne à l'Université du Wisconsin. Van Sina n'a pas recommandé ses propres collègues à Hochschild, ni Stengers, ni Vellut (etc.), mais il a dit à Hochschild d'aller me trouver. L'histoire, la recherche scientifique sur le Congo... Ces gens devraient s'offusquer de ce que j'ai fait leur travail. Car tous ces historiens n'ont jamais exposé le système à l'exception de Jean-Philippe Peemans mais qui n'a écrit que sporadiquement. Savez-vous que l'Union minière finance encore aujourd'hui une chaire africaine à Louvain-la-Neuve? »

## Principaux ouvrages
(liste non exhaustive)
L’État libre du Congo : Paradis perdu. L’Histoire du Congo, 1876-1900, 2 volumes, Borgloon, éd.Paula Bellings, 1996 (éd.P.Bellings: Kerselaarstraat, 10, Borgloon B-3840, Belgique)
E.D. Morel contre Léopold II : L’Histoire du Congo, 1900-1910, 2 volumes, Paris, L’Harmattan, 1996.
Travail forcé pour le cuivre et pour l’or : L’Histoire du Congo, 1910-1945, Borgloon, éd.Paula Bellings, 1999
Travail forcé pour le rail : L'histoire du Congo 1910-1945, Borgloon, éd.Paula Bellings, 2000.